# Óscar Villarreal Marcelino
Óscar Napoleón Villarreal Marcelino (nacido el 3 de febrero de 1995 en Ciudad de Panamá) es un futbolista panameño que juega como mediocampista izquierdo en el Club Deportivo Universitario de la Primera División de Panamá.

## Trayectoria
Villarreal se formó en la  cantera Chorrillo FC. Fue incluido en el primer equipo a la edad de diecisiete años por el entrenador Javier Ainstein e hizo su debut en la Liga Panameña el 26 de enero de 2013 en una derrota por 2 a 4 ante Plaza Amador. Marcó su primer gol en la máxima categoría el 19 de enero de 2014 en el empate 2-2 ante el Chepo FC. En la temporada de primavera del Clausura 2014, ganó el título de campeón de Panamá con el Chorrillo, pero se mantuvo principalmente como reserva en la táctica del técnico Julio Medina (hizo ocho apariciones). En la temporada de otoño del Apertura 2015 ganó el subcampeonato de Panamá y repitió este éxito medio año después, en la temporada Clausura 2016. En ambos casos, sin embargo, nunca apareció en el campo. Fue solo después de eso que se convirtió en un jugador del primer equipo del Chorrillo y en la temporada Apertura 2017 ganó su segundo título panameño como jugador clave. En enero de 2018, el Villarreal se fue cedido por un año al Tauro FC. A inicio del 2021 fue anunciado como nuevo jugador del Deportivo del Este.

## Selección nacional
En enero de 2017, el Villarreal fue convocado por el técnico Hernán Darío Gómez a la selección absoluta de Panamá para el torneo de la Copa Centroamericana. Allí, el 15 de enero, en el triunfo 2-1 sobre Nicaragua, debutó en la selección adulta. En total, durante estas competencias, apareció en dos de cinco partidos (uno de los cuales fue titular), ocuparon el segundo lugar.

### Participaciones en Selección Nacional
| Copa                      | Sede   | Resultado  | Partidos | Goles |
| ------------------------- | ------ | ---------- | -------- | ----- |
| Copa Centroamericana 2017 | Panamá | Subcampeón | 2        | 0     |

## Clubes
| Club               | País   | Año           |
| ------------------ | ------ | ------------- |
| Chorrillo FC       | Panamá | 2013 - 2017   |
| Tauro FC           | Panamá | 2018          |
| CD Universitario   | Panamá | 2018-2019     |
| Deportivo del Este | Panamá | 2021-2022     |
| CD Universitario   | Panamá | 2024-presente |

## Palmarés

### Títulos nacionales
| Título           | Club         | País   | Año    |
| ---------------- | ------------ | ------ | ------ |
| Primera División | Chorrillo FC | Panamá | 2014-C |
| Primera División | Chorrillo FC | Panamá | 2017-A |